# Resistència induïda
En aerodinàmica, la resistència induïda és una forma de resistència aerodinàmica que es produeix quan un objecte en moviment desvia el flux d'aire que es troba pel camí. Es dona en els avions, en els quals les ales o un fuselatge autosostingut desvien l'aire per generar sustentació, així com en els cotxes equipats amb alerons que desvien l'aire per generar sustentació negativa.
Samuel Langley observà que les plaques planes allargades produïen més sustentació i menys resistència i, el 1902, establí que «com més alta sigui la seva velocitat, menys força propulsora necessitarà un avió d'una certa mida i un cert pes», que és un efecte sorprenent a primera vista de la resistència induïda.